# Therese Grob
Therese Grob (16 de novembre de 1798 – 17 de març de 1875) fou el primer amor del compositor Franz Schubert. Vint-i-sis anys després de la mort del músic, un amic seu, Anselm Hüttenbrenner, va recordar una conversa en la qual Schubert li havia dit: "Vaig estimar molt algú i ella em va estimar també …. Durant tres anys ella va esperar que jo m'hi casaria; però no vaig trobar una posició que ens mantingués a tots dos."
Therese Grob era la filla de Heinrich Grob i Theresia Männer (morta el 22 d'agost de 1826). Va néixer a Lichtental, Viena, Arxiducat d'Àustria. Tenia un altre germà, Heinrich (1800–1855), que era dos anys més jove que Therese. El pare va morir el 6 d'abril de 1804. La mare, ja vídua, continuà portant endavant el petit negoci de teixit de seda del seu marit. El local era molt a prop de la casa de Schubert. Therese tenia una bonica veu de soprano, i el jove Heinrich era un talentós pianista i violinista. Les dues famílies es van relacionar fent música.
Therese cantava en l'església parroquial de Lichtental, a la qual Schubert assistia des que era nen. Per la celebració del centenari de l'església el jove Schubert va compondre la seva primera missa el juliol de 1814 — la Missa núm. 1 en fa, D.105. Therese va cantar el solo de soprano en l'estrena sota la direcció de Schubert. El 1816, Schubert va reunir un àlbum de cançons per a Heinrich, el germà de Therese.
Una Llei sobre consentiment matrimonial impulsada per Metternich prohibia expressament els matrimonis per a homes de la classe social de Schubert si no podien verificar la seva capacitat econòmica de tenir una família. La petició de Schubert, l'abril de 1816, finalment refusat, pel ser professor de música a l'escola de formació de mestres a Laibach (actualment Ljubljana, Eslovènia) podria ser motivat per la seva necessitat de tenir alguna seguretat financera per poder casar-se amb Therese.
El 21 de novembre de 1820 Therese es casà amb un forner, Johann Bergmann (24 de juny de 1797 – 1875). Junts van tenir quatre nens: Theresia (1821–1894), Johann Baptist (1822–1875), Amalia (9 de juliol de 1824 – 24 de desembre de 1886) i Carolina (b. 1828). Schubert mai es va casar. Vuit anys després de la mort del compositor, el 14 de setembre de 1836, Ignaz, un germà de Schubert, es va casar amb Wilhelmine, una tia de Therese.